# 阿勒納克鎮區 (密歇根州)
阿勒納克鎮區（英語：Arenac Township）是位於美國密歇根州阿勒納克縣的一個行政鎮區。

## 地方資料
阿勒納克鎮區的面積為98.60平方千米，當中陸地面積為92.70平方千米，而水域面積為5.90平方千米。根據2020年美國人口普查的數據，當地共有人口871人，而人口密度為每平方千米8.83人。